# Љубодраг Мишчевић
Љубодраг Мишчевић (1960) је српски политичар. У Скупштини Војводине је од 2016. године као посланик Српске напредне странке.

## Приватна каријера
Мишчевић је професор географије. Живи у Новом Саду.

## Политичар
Мишчевић је био кандидат за Народну скупштину Србије на парламентарним изборима 2008. године, појавивши се на двадесет и првој позицији на изборној листи Народног покрета Србије Милана Парошког. Листа није прешла изборни цензус да би освојила заступљеност у скупштини.
Мишчевић се потом придружио напредњачкој странци. На покрајинским изборима у Војводини 2016. добио је четрдесет пету позицију на листи странке и изабран је када је листа однела већинску победу са шездесет и три од 120 мандата. У првом мандату био је заменик председника Одбора за урбанизам и просторно планирање и заштиту животне средине. Био је и председништво неформалне зелене посланичке групе.
Он је на покрајинским изборима 2020. промовисан на тридесет осмо место на листи Александар Вучић — За нашу децу предвођеној Напредној странци, а поново је изабран када је листа освојила повећану већину са седамдесет шест мандата. Сада је председник одбора за урбанизам и просторно планирање и заштиту животне средине и члан одбора за административна и обавезна питања.